# 瓢箪小僧

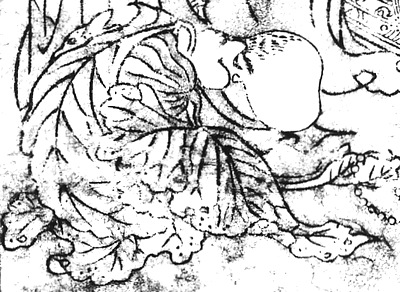
鳥山石燕『百器徒然袋』より「瓢箪小僧」

瓢箪小僧（ひょうたんこぞう）は、鳥山石燕『百器徒然袋』に描かれている日本の妖怪で、瓢箪の妖怪である。
頭部が瓢箪となった人のような姿で、乳鉢坊といっしょに描かれている。『百器徒然袋』に描かれている妖怪たちの主題は器物の妖怪たちであることを考えれば、瓢箪小僧のヒョウタンは、植物としてのものというよりも、酒や水の容器として用いられたり、鉢叩きや祭礼などで打楽器として使われている、道具として加工されたヒョウタン（ふくべ・ひさご）を指していると考えられる。『百鬼夜行絵巻』にも瓢箪を題材にした妖怪が描かれているので、それをモデルとして石燕が描き、名づけた妖怪であろうと考えられている。
どのような妖怪か他の鳥山石燕の描いている妖怪たち同様に明確ではない点が多いが、平成以降は、茂みの中から突然現れて人を驚かせるなどと解説されていることが多い。また瓢箪には、「中が空洞になったものには霊がこもりやすい」とされることに基づくと考えられる呪術的な俗信が民間伝承な多い点から、悪い霊が瓢箪に取り憑いて妖怪となったものが瓢箪小僧であろうと解説されることもある。